# Вокзальна (станція метро, Харків)
Вокзальна — 2-га станція Холодногірсько-Заводській лінії Харківського метрополітену між станціями «Холодна гора» та «Центральний ринок». Введена в експлуатацію 23 серпня 1975 року. Розташована у західній частині міста, поруч з головним залізничним вокзалом Харкова. Виходи до міста через підземні переходи до станції Харків-Пасажирський, до Привокзального майдану, вулиць Євгена Котляра, Благовіщенської та Слов'янської, до зупинок трамваю та маршрутних таксі. Має підземні переходи до платформ залізничної станції та є частиною великого транспортного вузла. У зв'язку з цим тут багатолюдно майже в будь-який час дня і станція не пустує навіть в останні хвилини перед закриттям.

## Історія
Відповідно з початковим проєктом, станція «Вокзальна» (колишня — «Південний вокзал») мала стати кінцевою. Проте вже за перших розрахунках стало зрозуміло, що спорудження оборотних глухих кутів в обводнених глинах з пливунними властивостями дуже підвищує і так високий ризик просадок на поверхні вокзалу. Тому першу пускову ділянку було вирішено продовжити на одну станцію на захід. Саме із закладення ствола біля Привокзальної площі і розпочалося будівництво метрополітену у Харкові. Для будівництва станції з Привокзального майдану демонтовано трамвайне кільце та перенесено за будівлю управління Південної залізниці, де трамваї нині і обертаються. Поява огорожі та паркану з літерами «М» одразу ж привернула увагу харків'ян. Особливий інтерес до будівництва станції виявили залізничники, чимало з яких за власним бажанням приєднався до будівництва метрополітену у вільний від роботи час.
Станція споруджувалась закритим способом підземними виробками, за типовим проєктом для пілонних станцій. Вестибюль споруджувався відкритим способом. Гідрогеологічні умови спорудження станцій першої пускової ділянки самі по собі були не подарунком, проте тоді станція «Південний вокзал» далася будівельникам найважче. У цій місцевості розташовані ґрунти так званої «київської свити», які представляли собою дуже малопотужні глини та надзвичайно обводнені дрібнозернисті пісковики. Кількість підземних вод тут величезна — за одну годину у тунелі надходило близько 230 м³ води. Вода лилася звідусіль, насоси, що відкачували, ледве справлялися з навантаженням. Біля ствола було споруджено два відстійники, з яких безперервно відкачувалася вода. Відстійники швидко засмічувалися мулом, і поки що від мулу очищали один відстійник — працював другий, і навпаки. Метробудівці працювали у спеціальному екіпіруванні, і траплялося так, що вода доходила їм до пояса. На відміну від станцій «Центральний ринок» та «Радянська», де гідрогеологічні умови були подібними і для полегшення будівництва місцезнаходження станцій вирішено було змінити, місце розташування «Південного вокзалу» міняти було не можливо, оскільки в цьому випадку втрачалося б цільове призначення станції. Все, що можна було здійснити — серед пливунних ґрунтів «намацати» відносно міцний пласт породи, в якому були побудовані три зали станції.
Для роботи в подібних умовах бригадам метробудівників довелося застосувати чи не всі способи, що існували на той час. Як головний спосіб боротьби застосовували заморожування грунту. Без перебільшення можна сказати, що з будівництва станції була створена власна фабрика з виробництва холоду. Все підземелля, де пролягає станція, було штучно заморожене. При будівництві станції було пробурено близько 500 свердловин, куди компресори через розсолопроводи закачували охолоджений розчин кальцію хлориду або хлориду натрію. Станційний та ескалаторний тунель проходили під захистом замороженого масиву в покрівлі та з боків. Для спорудження вестибюля був виритий котлован розміром 40х40 метрів і глибиною 9-13 метрів, який захищала несуча стіна із замороженого ґрунту завтовшки 6 метрів, заглиблена у водотривкий шар ґрунту. Незважаючи на це, мали місце випадки розморожування та вивалу ґрунту через вплив температури та атмосферних опадів на теплозахист розсолопроводів та стійкість льодопородних стін. При будівництві станції пробурили 24 км свердловин, у тому числі 10 км — для створення крижаної стінки котловану. Якість заморожування перевірялась за допомогою ультразвуку.
Для просування крізь надра землі застосовувався і кесонний метод. Така робоча камера, де штучно підтримується атмосферний тиск повітря, допомагала долати водонасичені ділянки, де тунелепрохідницький щит сантиметр за сантиметром відвойовував простір для майбутнього метро підземної стихії. Під час руху до станції «Вулиця Свердлова» зустрілася ділянка з міцними тріщинуватими пісковиками, які не піддавалися відбійним молоткам. Для проходження такої ділянки застосовувалися буропідривні роботи. Також на багатьох ділянках для водозниження застосовували хімічне закріплення ґрунтів, що було особливо необхідним для будівництва ескалаторного тунелю. Не зайвим буде відзначити, що за всіх труднощів метробудівники впоралися з усіма завданнями не тільки з дотриманням графіка робіт, але навіть з випередженням. Під час будівництва були проведені перші дослідні роботи з безрулонної гідроізоляції платформи станції, які дали значне скорочення трудовитрат у порівнянні з обклеювальною.
Спорудження об'єктів станції проходила з ювелірною точністю. Проєкт будівництва передбачав максимальне просідання будівлі вокзалу на 100 мм, за фактом будівля осіла лише на 8 мм, а просадки на незабудованій поверхні не перевищували 6 мм. Особливо важливою була точність при проходженні тунелів під будівлею вокзалу та його платформами — ця ділянка проходила особливо обережно. До мінімуму метробудівники доводили і різницю в осях тунелів на стійках, зазвичай вона не перевищувала навіть сантиметра, а часто дорівнювала і нулю, що забезпечило харківському метрополітену славу одного з «м'яких» — майже ніяких погойдувань під час руху вагона. Подібно до всіх інших станцій був оголошений відкритий конкурс на складання проєкту станції. Основна мета, яка була поставлена для архітектурного рішення — простота та лаконічність. Тому багато досить красивих проєктів було відкинуто, і затверджено найпростіший з них. Саме за цей проєкт Володимир Співачук отримав свою першу премію на конкурсі архітекторів.

## Технічна характеристика
Станція без колійного розвитку, трисклепінна, пілонного типу з острівною платформою.

## Оздоблення
Конструктивне оформлення відповідає типовому проєкту станції пілонного типу, що ідеально підходить для будівництва за подібних умов. За задумом архітекторів, станція є своєрідною «візитною карткою» міста, оскільки знайомство з Харковом у багатьох гостей, які прибули на поїзді, починається саме з цієї станції метрополітену. Попри це станція «Вокзальна» має досить просте оформлення.
Окрім незвичайного закритого переходу між бічними залами платформи, нічого примітного відвідувач станції не знайде. На противагу оформленню, розташування станції є дуже вдалим та грамотним рішенням архітекторів та будівельників. Переходи від вестибюля станції прямо з'єднані із залізничними платформами, а сам вестибюль широкий та просторий. Це дозволило досягти високої пропускної спроможності на станції, уникнувши таким чином заторів та великих скупчень людей, що є нагальною проблемою багатьох привокзальних станцій на пострадянському просторі.
Освітлення центральної зали станції забезпечується довгастими люмінесцентними світильниками, розташованими за бетонними карнизами по всій довжині зали. Таке освітлення добре відбивається білим склепінням і додає легкості навколишньому простору. В даний час зазвичай використовується модель освітлення «через один».
Як основний матеріал для обробки станції був використаний світло-жовтий і частково світло-сірий мармур «Газган» узбекистанського родовища. Саме ним облицьовані стіни центральної та платформної зали. За минулі роки мармур потемнів і втратив первозданний колір, у деяких місцях з'явилися потіки. Підлога станції викладена гранітом сірого кольору українського родовища Житомирської області. Прямокутні області поперек центральної зали та периметру пілонів викладені із чорного лабрадориту родовища Кіровоградської області.
Пілони мають стандартні для станцій такого типу форму, яка звужується донизу. Посередині кожного пілона є вертикальна западина. Проходи між пілонами мають однакові з пілонами ширину. Для візуального полегшення конструкції станції у перекриттях над проходами зробили по два прорізи. Цікаво, що при будівництві існував задум облицьовувати карнизи блакитною смальтою, а пілони — білим мармуром із вертикальними блакитними вставками, проте пізніше від цих планів відмовилися. У 2013 році мармур у цьому місці замінено на білий. За дверима  розташовані службові приміщення станції. Згідно з початковим проєктом, мав бути побудований другий вестибюль з виходом на перехрестя вулиць Червоноармійської (нині — вул. Євгена Котляра) та Слов'янської, проте через геологічні умови та щільну інфраструктуру міста в даному місці ці плани так і не були втілені в життя. Платформа станції зв’язується з вестибюлем за допомогою чотиристрічкового ескалатора типу ЛТ-4. «Вокзальна» — єдина станція, де збереглася будка оператора управління ескалатором.

## Розташування
Станція розташована під Привокзальним майданом, з якою з'єднана двома переходами. З одного вихід веде до будівлі управління Південної залізниці, з іншого — до Привокзального поштамту і північних приміських кас вокзалу. Два тунелі ведуть прямо до залізничних платформ, у просторому переході розташовані торгові ряди, телефони-автомати, з підземного переходу — виходи у центральну залу вокзалу Харків-Пасажирський.

## Назва
Станція отримала назву від головного залізничного вокзалу Харкова, під яким розташована. Залізничний вокзал побудований у 1869 році і став одним з найбільших у Російській імперії, після чого було відкрито регулярний рух Курсько-Харківсько-Азовською залізницею. За роки існування вокзал неодноразово розширювався — до нього прилаштовувалися нові корпуси, будівля управління залізниці, готель, головпоштамт.
Будівля вокзалу перебудовувалась двічі — наприкінці XIX століття та у 1952 році, замість зруйнованого під час Другої світової війни. Архітектура вокзалу відповідає стилю «сталінський ампір». Ця будівля дуже велична та монументальна — висота стелі становить 26 м, висота веж — 42 м. Особливо примітними є масивні колони з білого каменю, а також стеля будівлі, яка прикрашена безліччю візерунків та мальованих картин.
Нині вокзал станції Харків-Пасажирський — один із найбільших на сході України. На станції облаштовано 6 платформ та 13 колій для прийому пасажирських поїздів. Звідси вирушає безліч поїздів далекого сполучення у різні куточки України, а також міжнародні поїзди до Польші. Приміське сполучення здійснюється шістьма напрямками: Люботинське, Мерефянське, Ізюмське, Чугуївське, Козачанське, Золочівське.
На території вокзалу є велика площа, на якій багато років розташовувалися зупинки громадського транспорту. У 2002 році Привокзальний майдан був реконструйований та став затишною пішохідною зоною з фонтанами, лавами, придорожнім кафе. В'їзд транспорту на майдан  обмежений та є популярним місцем відпочинку, призначення зустрічей та очікування поїздів просто неба.
Спочатку головний вокзал Харкова мав назву «Південний вокзал», що входить до складу Південної залізниці. Назва «Південна залізниця» належала до періоду Російської імперії та СРСР і не відображала сучасних реалій: в Україні цей регіон розташований не на півдні, а на північному сході. Сам залізничний вокзал так офіційно не називався, хоча часто абревіатуру «ЮЖД» можна почути у розмовній мові.
У березні 2023 року, на тлі відмови від російських топонімів, Південну залізницю в ході опитування через сервіс «Дія», було перейменовано на Харківську. Нова назва була обрана за результатами голосування харків'ян. Після цього назва вже не мала жодної топонімічної прив’язки та була змінена в ході деколонізації. Таким чином, харківська станція біля головного вокзалу стала повною тезкою з іншими вітчизняними станціями у Києві та Дніпрі.
26 квітня 2024 року Харківська міська рада перейменувала станцію метрополітену «Південний вокзал» на «Вокзальну».

## Цікаві факти
- «Вокзальна» — єдина станція Харківського метрополітену, побудована спочатку для прийняття чотирьохвагонних поїздів. Для прийняття п'ятивагонних поїздів довелося подовжувати бічні тунелі станції. Станом на середину 2010-х років на платформі можна побачити проходи у службові приміщення станції, закриті металевими ґратами. Ці проходи повинні були виходити у тунель, але після подовження станції стали доступні з платформи.
- Початковий проєкт пускової ділянки передбачав кінцеву станцію «Південний вокзал», проте в ході досліджень з'ясувалося, що глини в районі станції слабкі, і додаткові роботи під вокзалом (тобто будівництво оборотних тупиків) можуть призвести до сильного осідання залізничної станції Харків-Пасажирський. Через це було вирішено подовжити трасу на захід, зробивши кінцевою станцію «Холодна гора».
- «Вокзальна» — єдина станція метрополітену в Харкові, на якій збереглася будка оператора ескалатора, що розташована на платформі.